# 侧纹岩松鼠属
侧纹岩松鼠属是啮齿目松鼠科的一个单型属。
本属是英国学者奥德菲尔德·托马斯于1922年以侧纹岩松鼠（Rupestes forresti）作为模式种而建立的新属，分类依据是侧纹岩松鼠上颌每侧颊齿比岩松鼠（Sciurotamias davidianus）少1颗，仅有1颗前臼齿且很小。但是 Moore & Tate（1965）认为本种与岩松鼠的阳性生殖器官相似,主张将本分类群视为岩松鼠属（Sciurotamias）的亚属，这是目前主流的分类方法。但是部分中国学者认为缺少1颗前臼齿是重要差异，主张保留该属。